# Ла Кальпренед, Готье
Готье́ де Кост де Ла Кальпрене́д (фр. Gautier de Costes de La Calprenède; 1609 — 22 октября 1663) — французский романист.

## Биография
Занимал в Париже маловажную придворную должность. Его многотомные исторические романы «Кассандра» (1642—1645), героиня которого — дочь персидского царя Дария, «Клеопатра» (1647—1658) и «Faramond» (1661—1670), продолженный Пьером де Воморьер, — характерные героически-галантные произведения XVII века с массой вставных эпизодов с запутанными интригами и утомительными деталями.